# Guy Le Baupin
Pour les articles homonymes, voir Baupin.
Guy Le Baupin, né le 2 avril 1958, est un judoka français. Il participe aux Championnats d'Europe de judo 1977 dans la catégorie des super-légers et remporte la médaille d'argent.
- Grade: Ceinture blanche et rouge 8e DAN[1].

## Palmarès

### Championnats d'Europe
- Championnats d'Europe de judo 1977
  -  Médaille d'argent.